# Czech Journal of Genetics and Plant Breeding
Czech Journal of Genetics and Plant Breeding (ook Genetika a éslechtéenâi) is een Tsjechisch, aan collegiale toetsing onderworpen open access wetenschappelijk tijdschrift op het gebied van de landbouwkunde en plantkunde. De naam wordt in literatuurverwijzingen meestal afgekort tot Czech J. Genet. Plant Breed.. Het eerste nummer verscheen in 2003.